# مجتمع کارخانه‌های صنعتی و سنگبری‌ها
مجتمع کارخانه‌های صنعتی و سنگبری‌ها یک منطقهٔ مسکونی در ایران است که در دهستان برخوار غربی واقع شده‌است. مجتمع کارخانه‌های صنعتی و سنگبری‌ها ۲۲۴ نفر جمعیت دارد.